# Чалов, Войо
Воислав «Войо» Чалов (серб. Војислав "Војо" Ћалов / Vojislav "Vojo" Ćalov; 29 июля 1963, Плевля, СР Черногория, СФРЮ) — югославский футболист, черногорский тренер, известен по совместной работе с Миодрагом Божовичем.

## Карьера

### Карьера игрока
В начале карьеры Войо Чалов играл за черногорский ОФК (Титоград) и сербский ФК «Бор», оба клуба выступали во второй и третьей лигах чемпионата Югославии. В 1987 году он перешёл в «Будучност» (Титоград) — сильнейший черногорский клуб, выступавший в Первой (высшей) лиге чемпионата Югославии. В «Будучности» Чалов провёл пять лет и сыграл 70 матчей в Первой лиге чемпионата Югославии. В 1992 году Войо Чалов покинул «Будучност», и в дальнейшем выступал за клубы «Борац» (Чачак) в 1992—1996 годах и «Сутьеска» (Никшич) в сезоне 1996/97 во второй лиге, а также за «Младост» (Лучани) в Первой лиге в сезоне 1997/98.

### Карьера тренера
Тренерская карьера Войо Чалова тесно связана с Миодрагом Божовичем, с которым они вместе играли за «Будучност» в конце 1980-х — начале 1990-х годов. Божович и Чалов работали в клубах из Сербии и России. В 2002—2005 годах Войо Чалов тренировал клуб «Ремонт» (Чачак), выступавший в третьей и второй лигах, затем он стал ассистентом Божовича в клубе «Борац» (Чачак) из Первой лиги Сербии и Черногории.
В 2008 году Войо Чалов и Бранислав Джуканович стали ассистентами Божовича в пермском «Амкаре», первом клубе российской Премьер-лиги, который возглавил Божович. В дальнейшем Чалов работал ассистентом Божовича в ФК «Москва», ФК «Ростов» и московском «Локомотиве». Божович также хотел видеть Чалова в тренерском штабе «Динамо», но тот проходил обучение в Футбольном союзе Сербии для получения лицензии УЕФА категории Pro.
В 2015—2017 годах Чалов был ассистентом Божовича в белградской «Црвена Звезда». В 2017—2018 годах — ассистент Божовича в тульском «Арсенале».
С октября 2018 по июль 2020 — ассистент Божовича в самарских «Крыльях Советов».